# 座間市立栗原小学校
座間市立栗原小学校 （ざましりつくりはらしょうがっこう）は、神奈川県座間市栗原中央六丁目にある公立小学校。

## 学校教育目標
出典
「夢・知・徳・体」を育み、学びを表現できる児童を育成する

## 通学区域
出典
- 座間市
  - 栗原一部
  - 栗原中央1丁目20番・22番～28番・31番～38番
  - 栗原中央2丁目9番1号～7号・26号～41号・18番～23番
  - 栗原中央3丁目10番～31番
  - 栗原中央4丁目1番21号～32号・4番～28番
  - 栗原中央5丁目
  - 栗原中央6丁目
  - 東原3丁目12番
  - 南栗原1丁目
  - 南栗原2丁目
  - 南栗原3丁目
  - 南栗原4丁目1番～10番・16番～30番
  - 南栗原5丁目1番～18番

## 進学中学校
出典
- 座間市
  - 座間市立座間中学校
  - 座間市立栗原中学校
  - 座間市立南中学校

## 著名な出身者
- 佐々木翔（プロサッカー選手）[3]
- 名取裕子（女優）
- 井上尚弥（プロボクサー）[4]

## アクセス
出典
小田急線から
1. 相武台前駅からバス「さがみ野駅北口行」に乗車
2. 「栗原小学校前」バス停下車。徒歩0分。

相鉄線から
1. さがみ野駅北口からバス「相武台前駅行」に乗車
2. 「栗原小学校前」バス停下車。徒歩0分。